# Leo Samama
Leo Samama (Apeldoorn, 25 de março de 1951) é um compositor e musicólogo holandês.

## Biografia
É formado pela Universidade de Utrecht, tendo estudado musicologia e composição com Rudolf Escher.
Em 1976/77, continuou o seu doutorado Rotary Foundation Grant na UCLA, em Los Angeles, Califórnia. Estuda para maestro com David Porcelijn e ao longo dos anos tem conduzido principalmente conjuntos de música contemporânea.